# جو هايبين
زهو هيبين (بالصينية: 周海滨)، من مواليد 19 يوليو 1985 في داليان في الصين، لاعب كرة قدم صيني.
بدأ مسيرته الكروية مع نادي شاندونغ لونينغ في عام 2003، وهو يلعب معهم حتى الآن.
و قد بدأ باللعب مع منتخب الصين لكرة القدم في عام 2003.

## مسيرته الكروية
لعب جو هايبين خلال مسيرته الاحترافية مع 3 أندية في تسعة عشر موسمًا وسجل خلالها 37 هدفًا ضمن 324 مباراة. حيث فاز في موسمين بالكأس وثلاثة مواسم بالدوري.
خاض جو هايبين مسيرته مع نادي شاندونغ لونينغ في موسم 2003 في المرة الأولى واستمر معه طيلة ثلاثة مواسم ثم في موسم 2010 ليلعب معه سبعة مواسم ثم في موسم 2017 واستمر معه طيلة ثلاثة مواسم، مشاركًا طوالها في 236 مباراة سجل خلالها 25 هدفًا. ثم انتقل إلى نادي آيندهوفن في موسم 2008–09 ولمدة موسمين، حيث لم يشارك في أي مباراة ولم يسجل أي هدف. لينتقل بعدها إلى نادي تيانجين تيدا في موسم 2013 ليلعب معه أربعة مواسم، مشاركًا في 88 مباراة سجل خلالها 12 هدفًا.

## روابط خارجية
- جو هايبين على موقع الاتحاد الدولي (مؤرشف)  (الإنجليزية)
- جو هايبين على موقع قاعدة بيانات كرة القدم.إي يو (الإنجليزية)
- جو هايبين على موقع بيانات كرة القدم. دي إي (الألمانية)
- جو هايبين على موقع ناشيونال فوتبول تيمز (الإنجليزية)
- جو هايبين على موقع Soccerway.com (الإنجليزية)
- جو هايبين على موقع عالم كرة القدم.نت (الإنجليزية)
- جو هايبين على موقع كووورة
- جو هايبين على موقع اللجنة الأولمبية الدولية (الإنجليزية)
- جو هايبين على موقع أوليمبيديا (الإنجليزية)
- جو هايبين على موقع اللجنة الأولمبية الصينية (الإنجليزية)